# Somatia

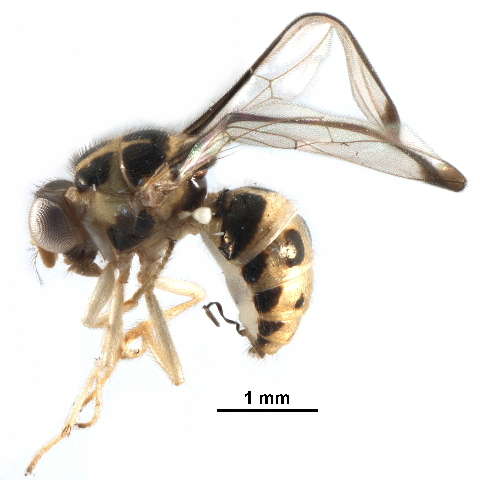
Somatia schildi

Somatia (лат.) — неотропический род двукрылых из инфраотряда круглошовных мух. Единственный представитель семейства Somatiidae.

## Описание
Небольшие мухи (длина тела 3,5-5,2 мм) обычно желтоватой, с контрастным чёрным рисунком, или чёрной (Somatia lanei) окраски. Усики изогнутые. Первый членик удлиненный, второй имеет шов на верхней поверхности. Ариста перистая. Переднеспинка сужена, образует «воротничок». На щитке 2-3 пары, расположенный на небольших бугорках.

## Образ жизни
Мухи питаются выделениями на листьях и экстрафлоральных нектарников растений семейств Bignoniaceae, Passifloraceae и Solanaceae. Было также отмечено также питание имаго мертвой гусеницей. Особенности биологии личинок не известны.

## Систематика
Единственный род в составе семейства Somatiidae. В составе рода насчитывается 7 видов. Разные авторы сближали этот род с семействами Periscelididae, Richardiidae, Psilidae или Heleozyzidae. В 1935 году австрийский энтомолог Фридрих Гендель выделил род Somatia в самостоятельное семейство Somatiidae. Дэйвид Макальпин в 1989 году обосновал нахождение таксона в составе надсемейства Diopsoidea и рассматривал как сестринскую группу Psilidae.
- Somatia aestiva (Fabricius, 1805)
- Somatia australis Steyskal, 1958
- Somatia carrerai Papavero, 1964
- Somatia lanei Papavero, 1964
- Somatia papaveroi Steyskal, 1968
- Somatia schildi Steyskal, 1968
- Somatia sophiston Steyskal, 1958

## Распространение
Встречаются в Центральной и Южной Америке.